# Cieleburzyna
Cieleburzyna – część miasta Dąbrowice w Polsce. położona w województwie łódzkim, w powiecie kutnowskim, w gminie Dąbrowice.
W latach 1975–1998 Cieleburzyna administracyjnie należała do województwa płockiego.